# Jerzy I (władca Makurii)
Jerzy I (arab. Firiaki) – władca nubijskiego królestwa Makurii od około 860 do około 920.

## Życiorys
Wydarzenia z życia króla zostały spisane przez egipskich kronikarzy: Al-Makriziego, El-Balawiego, oraz Ibn Taghribirdiego. Relacje tych historyków w wielu miejscach są ze sobą sprzeczne. W młodości Jerzego jego ojciec Zachariasz III mianował go współrządcą i wysłał z misją do Bagdadu. Egipt Abbasydów był wówczas od kilku lat wewnętrznie niszczony przez wojnę domową, więc Zachariasz przestał płacić daninę zwaną bakt. Kiedy władca Egiptu Ibrahim odzyskał kontrolę nad państwem, zażądał ponownego płacenia bakt przez królów nubijskich oraz wypłaty wszelkich zaległości. To właśnie w celu zmniejszenia tych żądań Jerzego wysłano do kalifa. Nie jest do końca pewne, czy udał się aż do Bagdadu czy po prostu do Kairu, ale jego podróż miała znaczący wpływ, ponieważ podpisano nowy traktat i unieważniono wszelkie zaległe należności. Zmieniono także warunki bakt, tak iż królowie Makurii musieli go płacić jedynie raz na trzy lata. Zachowała się jeszcze inna relacja na temat podróży, według której Jerzy został ujęty w młodości i uwięziony w Bagdadzie, co jest możliwe, ale mało prawdopodobne. Być może pomylono go z kimś innym. W czasie długich rządów Jerzego, arabski podróżnik Abu al-Rahman al-Umari wraz ze swoją prywatną armią, zajął kopalnie złota w pobliżu Abu Haman. Jerzy wysłał do walki z nim swojego siostrzeńca i spadkobiercę Niutiego, ale ten zbuntował się przeciwko wujowi. Następnie król wysłał jednego ze swoich synów, ale ten został pokonany przez al-Umariego i musiał chronić się na terenie Alodii. Później inny syn Jerzego - Zachariasz został wysłany i pokonany przez sprzymierzone z al-Umairim wojska Niutiego. Pokonany Zachariasz wszedł w sojusz z al-Umairim przeciwko Niutiemu i pokonał go. Następnie zwrócił się przeciwko samemu al-Umairiemu i zepchnął go na północ.